# Górne (gromada)
Górne (w 1972 Pogorzel) – dawna gromada, czyli najmniejsza jednostka podziału terytorialnego Polskiej Rzeczypospolitej Ludowej w latach 1954–1972.
Gromady, z gromadzkimi radami narodowymi (GRN) jako organami władzy najniższego stopnia na wsi, funkcjonowały od reformy reorganizującej administrację wiejską przeprowadzonej jesienią 1954 do momentu ich zniesienia z dniem 1 stycznia 1973, tym samym wypierając organizację gminną w latach 1954–1972.
Gromadę Górne z siedzibą GRN w Górnem utworzono – jako jedną z 8759 gromad – w powiecie gołdapskim w woj. białostockim, na mocy uchwały nr 14/V WRN w Białymstoku z dnia 4 października 1954. W skład jednostki weszły obszary dotychczasowych gromad Czarne i Regiele oraz miejscowości Bronisze, Górne, Kałkowo i Przeczka z dotychczasowej gromady Górne, miejscowości Babki, Młyniki, Pogorzel, Żelazki i Dzięgiele z dotychczasowej gromady Pogorzel i miejscowości Wrotkowo i Zatyki z dotychczasowej gromady Zatyki ze zniesionej gminy Górne w tymże powiecie; miejscowości Kozaki i Kozaki PGR z dotychczasowej gromady Kozaki ze zniesionej gminy Jabłońskie w tymże powiecie; obszar lasów państwowych leśnictwa Lenarty o pow. 22,50 ha z dotychczasowej gromady Garbas ze zniesionej gminy Mieruniszki w powiecie oleckim; oraz obszar lasów państwowych leśnictwa Lenarty o pow. ok. 60 ha z dotychczasowej gromady Białe Jeziorki ze zniesionej gminy Przerośl w powiecie suwalskim. Dla gromady ustalono 9 członków gromadzkiej rady narodowej.
1 stycznia 1958 do gromady Górne przyłączono miejscowość Wilkasy ze znoszonej gromady Nasuty w tymże powiecie.
1 stycznia 1972 z gromady Górne wyłączono miejscowości Bronisze, Jabramowo, Kolniszki, Kołkowo, Kozaki, część gruntów Nadleśnictwa Gołdap o powierzchni 238,87 ha (oddziały Nr Nr 428—435) i część gruntów Nadleśnictwa Kowale Oleckie o powierzchni 355,77 ha (oddziały Nr Nr 44—51, 59—64) włączając je do znoszonej gromady Skocze oraz miejscowości Czarne, Marlinowo, Sumowo i część gruntów Nadleśnictwa Kowale Oleckie o powierzchni 209,99 ha (oddziały Nr Nr 29—36) włączając je do gromady Dubeninki, po czym gromadę Górne zniesiono przez przemianowanie na gromada Pogorzel (utrzymując jednak dotychczasową siedzibę GRN w Górnem).